# الاتحاد الدولي لجمعيات الصليب الأحمر والهلال الأحمر
الاتحاد الدولي لجمعيات الصليب الأحمر والهلال الأحمر (بالإنجليزية:International Federation of Red Cross and Red Crescent Societies) منظمة إغاثة إنسانية عالمية تصل إلى 160 مليون شخص سنويًا من خلال جمعياتها الوطنية البالغ عددها 191 عضوًا. تعمل قبل حدوث الكوارث وحالات الطوارئ الصحية وفي أثناءها وبعد وقوعها لتلبية احتياجات الأشخاص الضعفاء وتحسين حياتهم. تؤدي عملها على نحو مستقل ونزيه دون النظر إلى الجنسية والعرق والجنس والمعتقدات الدينية والطبقة والآراء السياسية.
الاتحاد الدولي لجمعيات الصليب الأحمر والهلال الأحمر جزء من الحركة الدولية للصليب الأحمر والهلال الأحمر بالإضافة إلى اللجنة الدولية للصليب الأحمر (ICRC) و191 جمعية وطنية. تكمن قوة الاتحاد في شبكة المتطوعين التي يمتلكها فضلًا عن خبرته المجتمعية واستقلاليته وحياده. يسعى إلى تحسين المعايير الإنسانية من خلال الشراكات في التنمية والاستجابة للكوارث. يُقنع صانعي القرار بالعمل لصالح الأشخاص الضعفاء. يسعى أيضًا إلى تمكين مجتمعات محلية سليمة وآمنة والحد من مواطن الضعف وتعزيز القدرة على الصمود وبناء ثقافة السلام في جميع أنحاء العالم.

## تاريخه

### التأسيس
اجتمع ممثلون عن جمعيات الصليب الأحمر الوطنية التابعة لدول الحلفاء (المملكة المتحدة وفرنسا وإيطاليا واليابان والولايات المتحدة) في باريس عقب الحرب العالمية الأولى في 5 مايو 1919 لإنشاء رابطة جمعيات الصليب الأحمر (LORCS)، التي كان هدفها المعلن «تعزيز وتوحيد جمعيات الصليب الأحمر الموجودة من أجل الأنشطة الصحية وتعزيز إنشاء جمعيات جديدة». أطلق المبادرة هنري بّي دافيسون، رئيس «لجنة الحرب» التابعة للصليب الأحمر الأمريكي آنذاك، بدعم من رئيس الولايات المتحدة الأمريكية وودرو ويلسون. تلقى دافيسون المساعدة من الجنرال البريطاني السير ديفيد هندرسون، الذي أصبح المدير العام الأول. وسع هذا الاتحاد الدولي للجمعيات الوطنية حديث النشأة نطاق الولاية الدولية لحركة الصليب الأحمر إلى ما هو أبعد من المهمة الصارمة للجنة الدولية للصليب الأحمر لتشمل المساعدة الإغاثية في حالات الطوارئ التي لا تكون ناجمة عن نزاع مسلح. تجلت مهمة الرابطة بمساعدة الجمعيات الوطنية في تأسيسها وتطويرها، خاصة في وقت السلم، بالإضافة إلى تنسيق عمليات الإغاثة بعد الكوارث الطبيعية والطوارئ الصحية.
طُور نشاطان آخران خلال السنوات الأولى من الرابطة وأُضيفا إلى نشاطات تقديم المساعدة لضحايا الأوبئة والكوارث الطبيعية (الزلازل والفيضانات والأعاصير) والمجاعات. النشاط الأول تعزيز الصحة عن طريق الوقاية من الأمراض وتطوير تدريب الممرضات والمتطوعين. والنشاط الثاني إنشاء الصليب الأحمر للصغار داخل الجمعيات الوطنية، الذي يهدف إلى تعريف الأطفال والطلاب بالصليب الأحمر من خلال دورات تعليمية مختلفة وإشراكهم في أنشطة الإغاثة العملية.
لم يكن تشكيل الرابطة، بوصفها منظمة دولية إضافية للصليب الأحمر إلى جانب اللجنة الدولية للصليب الأحمر، خاليًا من الجدل. فقد كانت لدى اللجنة الدولية للصليب الأحمر، مخاوف مبررة بشأن احتمال نشوء تنافس بين المنظمتين. اعتُبر تأسيس الرابطة على أنه محاولة لتقويض المكانة القيادية للجنة الدولية ضمن الحركة ونقل المهام والكفاءات تدريجيًا إلى مؤسسة متعددة الأطراف. إضافة إلى ذلك، لم يرغب دافيسون في إدراج الجمعيات الوطنية للقوى المهزومة، المتمثلة بألمانيا والنمسا والمجر وبلغاريا وتركيا، وهو ما يتعارض مع مبدأ العالمية الذي وضعته اللجنة الدولية. كانت بدايات الرابطة سريعة جدًا. إذ استغرق الأمر 154 يومًا بين موافقة الرئيس ويلسون عليها وتأسيسها. أجبر هذا التأسيس المتسرع دافيسون على تجاوز بعض الخطوات الضرورية وترك قضايا غير محسومة، مثل وضع إطار واضح لتفويض الرابطة وواجباتها وتمويلها.
نوقشت مخاوف التعايش بين الرابطة واللجنة الدولية للصليب الأحمر خلال ثلاث مؤتمرات دولية متتالية للصليب الأحمر (1921 و1923 و1926). أوضحت القوانين المُتبناة في 1928 في المؤتمر الدولي الثالث عشر للصليب الأحمر في لاهاي أدوار كل كيان وأكدتها. تأسس «المجلس الدولي» في العام ذاته من أجل تنسيق التعاون بين اللجنة الدولية للصليب الأحمر والرابطة، وهي مهمة تولتها لاحقًا اللجنة الدائمة للصليب الأحمر والهلال الأحمر.
رحب «المجلس العام للرابطة، المكون في الأصل من ممثلين عن الحلفاء المنتصرين» بجمعيات وطنية إضافية في 1920؛ مُثلت 27 جمعية عضوًا من أصل 31 في 1920. قبلت الرابطة في العقد التالي أكثر من 25 جمعية وطنية، بما في ذلك الهلال الأحمر المصري والأسد الأحمر والشمس الإيرانية. بعد اعتماد النظام الأساسي للصليب الأحمر الدولي في 1928 (المُنقح في 1952 و1986، والمُعدل في 1995 و2006)، عادت الجمعيات الوطنية للصليب الأحمر الإسكندنافي (الدنمارك وفنلندا والسويد والنرويج) إلى الرابطة بعد استقالتها منها قبل ثلاث سنوات نتيجة خلافات داخل حركة الصليب الأحمر. انضم تحالف جمعيات الصليب الأحمر والهلال الأحمر في الاتحاد السوفيتي إلى الرابطة خلال المؤتمر الدولي الخامس عشر في 1934. أصبحت الرابطة عالمية حقًا بحلول منتصف الثلاثينيات من القرن العشرين، وضمت 58 جمعية وطنية مسجلة.

### نقل الأمانة العامة
كان مقر الرابطة، الذي أُطلق عليه اسم الأمانة العامة، في الأصل في جنيف. نقلت الرابطة الأمانة العامة من جنيف إلى باريس في 1922 وكانت تمتلك ميزانية محدودة وعددًا قليلًا من الموظفين. كانت الحاجة إلى الابتعاد عن اللجنة الدولية للصليب الأحمر لمواصلة تطوير هوية الرابطة جزءًا من عملية صنع القرار الذي أدى إلى الانتقال. نُقل أفراد الرابطة من باريس إلى جنيف في 5 سبتمبر 1939، بعد أيام من غزو القوات الألمانية لبولندا. اعتقدت الرابطة أنها تستطيع ضمان استمرارية عملها من دولة محايدة مثل سويسرا. ظلت مكاتب الأمانة العامة في جنيف حتى يومنا هذا، ولكنها لم تنتقل إلى مقرها الحالي في بيتي ساكوني حتى 1959.

### بدء البعثات
كان العمل في أساسه تفاعليًا خلال السنوات الأولى من عمر الرابطة، وتمثل في الغالب في تسجيل المعلومات والإحصاءات لمشاركتها مع الجمعيات الوطنية. كانت أول مهمة تشغيلية للرابطة إجراء ملاحظات ميدانية عن أوضاع ضحايا وباء التيفوس في بولندا، وتطوير مواد إعلامية وتوزيعها على البلدان المجاورة لمنع انتشار أوبئة مماثلة. جاءت أول عملية إغاثة واسعة النطاق للرابطة بعد زلزال اليابان في 1923، الذي أودى بحياة نحو 200000 شخص وخلف عددًا لا يحصى من الجرحى والمشردين. لأول مرة، شاركت 35 جمعية وطنية للصليب الأحمر في عمل مشترك بين اللجنة الدولية والرابطة، وجرى التبرع بمبلغ قياسي قدره 277 مليون فرنك سويسري.
بدأت الرابطة إصدار نداءات الإغاثة في 1925، لكنها لم تصدر نداءات منتظمة لجميع الكوارث. ظلت الإغاثة في حالات الكوارث نشاطًا ثانويًا خلال عشرينيات وثلاثينيات القرن العشرين، بعد أنشطة الصحة العامة والتمريض وأنشطة الشباب. أصبحت الجمعيات الوطنية أكثر استعدادًا للتعامل مع جهود الإغاثة في حالات الكوارث بفضل دعم الرابطة في عشرينيات القرن الماضي، ما قلل من حاجتها إلى المساعدات الخارجية. بالإضافة إلى ذلك، أدى الكساد الكبير إلى انعدام الأمن الاقتصادي في جميع أنحاء العالم، ما دفع الرابطة إلى تكريس المزيد من الجهود في برامج مكافحة الفقر.
شهدت الثلاثينيات من القرن العشرين استخدامًا متزايدًا للسيارات وتطوير البنية التحتية للطرق، ما أدى إلى زيادة حركة المرور والحوادث والإصابات. أصبحت الرابطة رائدة في مجال الوقاية الإسعافية من الحوادث على الطرق، من خلال تأسيس لجنة دائمة للإسعافات الأولية على الطرق في 1932، بالتعاون مع مختلف جمعيات السيارات.

## وصلات خارجية
- الموقع الرسمي
- International Red Cross and Red Crescent Movement